# Christine Biehler
Christine Biehler (* 1964 in Landau/Pfalz) ist eine deutsche Künstlerin und Kunstvermittlerin.

## Leben
Nach einem Studium der Kunsterziehung und Germanistik studierte Christine Biehler Freie Bildende Kunst an der Hochschule der Künste Berlin und Bildhauerei bei Ansgar Nierhoff an der Kunsthochschule in Mainz. 1995 schloss sie ihr Studium an der Hochschule der Bildenden Künste Braunschweig in den Klassen von Birgit Hein (Film), Dörte Eißfeldt (Fotografie) als Meisterschülerin ab.
Seit 1991 produziert Christine Biehler Rauminstallationen, Interventionen im öffentlichen Raum, Objekte und Videos im Kunstkontext.
Daneben ist sie als Kunstpädagogin und Kuratorin tätig. Seit 1999 arbeitet Christine Biehler als Professorin, zunächst für Plastik und interdisziplinäres Arbeiten an der Universität Dortmund, dann von 2002 bis 2004 an der Kunsthochschule Kassel. Von 2004 bis 2010 war Christine Biehler mit den Schwerpunkten Installation und Performance an der Universität Hildesheim am Institut für Bildende Kunst und Kunstwissenschaft. Lehraufträge und Gastdozenturen führten sie an viele Universitäten im In- und Ausland, z. B. an die SMFA Boston oder an die Glasgow School of Arts GSA.
Als Kuratorin organisiert und konzipiert sie Ausstellungen, Projekte im öffentlichen Raum, Künstlergespräche, Performance- und Videopräsentationen.
Auswahl:
- 2014 Lichtkunstprojekt[2] für das Niedersächsische Landesmuseum Hannover
- 2013 Kuratorin des Kunstverein Cuxhaven. Konzept und Realisation des Jahresprogramms[3]
- 2007 Landarbeit 07[4] – Kunstprojekt für einen Ort; Gemeinde Heinde in Niedersachsen

Christine Biehler lebt und arbeitet in Hanau bei Frankfurt am Main. Sie ist verheiratet mit dem Performancekünstler Jürgen Fritz.

## Werk
Im Zentrum ihrer künstlerischen Praxis steht die Transformation von Räumen im weitesten Sinne mittels Installation, Intervention und Aktion. Für ihre Arbeit mit und am Raum nutzt Christine Biehler Sparten übergreifend viele Materialien und Techniken. Sie arbeitet interdisziplinär und in situ. Eine Installation entsteht vor Ort und bezieht sich auf dessen Vorgaben. Die Arbeiten sind von vornherein als „temporäre Stücke“ gedacht und verdichten sich mittels kalkulierter Eingriffe zu poetischen Raumbildern, die die Wahrnehmung der Orte ihres Geschehens beeinflussen oder befragen. Temperatur- und Geruchsunterschiede, Eingriffe in die Architektur, wie Bohrungen und Durchbrüche, modellhafte Einbauten oder Spuren eines fiktiven Geschehens, wie etwa die Zerstörung eines Galerieraumes, wecken einen assoziativen Hof von persönlichen Erzählungen und Erinnerungen. So wird der Ausstellungsraum oder Präsentationsort für den Betrachter bisweilen zur Baustelle (Installationen "shining void", "heile, heile, Gänschen"), zur Landschaft (Installation "so hoch da droben") oder zum Andachtsraum.
Die Skulpturen und Rauminstallationen bewahren häufig Aspekte des Prozesshaften und Beweglich-Temporären. Skulptur gewinnt bei Christine Biehler eine zeitliche Dimension, die sich gerade in dem Einsatz von Flüchtigem und Flüssigem als Werkstoffen wie etwa Eis, Spiegelung, Schaum und Dampf oder performativer Elemente in Verbindung mit neueren Medien zeigt. Das Werk erhält ab einem gewissen Punkt ein Eigenleben und wird zum Ereignis, das einen mit mehreren Sinnen beansprucht.
Die plastischen Eingriffe erlauben es dem Betrachter die raumgreifenden Arbeiten und deren räumliche Zusammensichten durch die eigene Standortnahme zu erlaufen.
Seit 1991 stellt sie in Museen, Kunstvereinen, Galerien und Off-Places und im In- und Ausland aus und bekam zahlreiche Preise und Stipendien.

## Werke (Auswahl)
- 2015: Shining void
- 2014: A+++
- 2013: Arbor ventosa
- 2011: Der Sturm
- 2003: heile, heile Gänschen
- 2003: deep freeze
- 2002: play the ape
- 2002: mountain kit (build your own mountain)
- 2001: so hoch da droben
- 2000: 102 m über +/-0 - ground floor
- 2000: Down under
- 1999: bergauf
- 1999: Tours
- 1999: a-round-a-bout
- 1998: FLEXOR
- 1998: air base 30°, 60°, 95
- 1997: Heimatlager (serve cool)
- 1996: Venus World
- 1996: entrINNEN - Aphrodite 1
- 1993: EINEI
- 1992: Melonenfeld - mantis-religiosa
- 1991: Nichts geht verloren
- 1991: Korrekturbandlesung

## Ausstellungen und Ausstellungsbeteiligungen (Auswahl)
- 2015: Hamburg, Wandsbek
- 2011: Attnang-Puchheim, Österreich, Festival der Regionen
- 2009: Berlin. Projektraum Künstlerbund
- 2007: Göppingen. Kunsthalle
- 2005: Mühltal. wacker-Galerie, Futur 3
- 2004: Frankfurt. Evangelische Stadtakademie
- 2003: Mainz. Galerie der Stadt Mainz, Brückenturm
- 2003: Frankfurt. Hessischer Rundfunk
- 2003: Hull, Großbritannien. 54°north – festival
- 2003: Winterthur, Sammlung Volkart
- 2003: Bremen, Neues Museum Weserburg
- 2002: Luxemburg, Casino Luxembourg – Forum d’Art Contemporain
- 2002: Heidelberg. Kunstverein
- 2002: Kassel. Kunstverein
- 2001: Cuxhavener Kunstverein
- 2000: Wiesbaden. Nassauischer Kunstverein
- 1999: Ludwigshafen. Kunstverein
- 1999: Frankfurt. Forum 1822
- 1997: Braunschweig. Kunstverein Salve Hospes
- 1996: Wolfsburg. Kunstmuseum
- 1995: Warschau. Nationalgalerie für Zeitgenössische Kunst, Galeria Zachęta
- 1995: Dessau. bauhaus

## Preise, Stipendien (Auswahl)
- 2011 Arbeitsstipendium Stiftung Kunstfonds, Bonn
- 1999 Burgund-Stipendium, Ministerium für Kultur, Jugend, Familie u. Frauen, Rheinland-Pfalz
- 1996 Arbeitsstipendium des Braunschweigischen Vereinigten Kloster- und Studienfonds
- 1994–1995 Arbeitsstipendium des Hessischen Ministeriums für Wissenschaft und Kunst
- 1992 1. Preis ‘Stipendium Junge Künstler Rheinland-Pfalz’

## Schriften (Auswahl)
Literatur von und über Christine Biehler:
- Christine Biehler, Jürgen Fritz (Hrsg.): Landarbeit07. Kunstprojekt für einen Ort – art –community – communication (312 Seiten, dt. und engl.) Leipzig: Seemann Henschel 2010. ISBN 978-3-86502-246-2
- Christine Biehler, Hans-H. Bass, Ly Huy Tuan (Hrsg.): auf dem Weg zu nachhaltigen städtischen transportsystemen, München/Mering: Hampp 2011. ISBN 978-3-86618-639-2
- Marcel Finke: »Aphrodite oder die Kunst der Schaumgeburt. Seifenschaum als geschlechterkritisches Material«, in: FKW – Zeitschrift für Geschlechterforschung und visuelle Kultur, Sondernummer hg. von Futscher, Löffler und Cekic, Nr. 57, Okt. 2014, S. 12–27.